# Comunità territoriale di Dmytrušky
La Comunità territoriale rurale di Dmytrušky (in ucraino Дмитрушківська сільська громада?) è una hromada ucraina, situata nel distretto di Uman' e nell'oblast' di Čerkasy. Il suo centro amministrativo è il villaggio di Dmytrušky.
L'area della comunità è di 311,4 km², e la popolazione è di 9 535 abitanti (dato del 2020).

## Suddivisioni

### Villaggi
- Dmytrušky
- Dobrovody
- Hereženivka
- Hrodzeve
- Kosenivka
- Puhačivka
- Sobkivka
- Stari Babany
- Stepkivka
- Suškivka
- Tans'ke
- Zajačkivka